# Siarheï Chabanaw
Siarheï Chabanaw - du biélorusse : Сяргей Шабанаў - ou Sergueï Roudolfovitch Chabanov - du russe : Сергій Рудольфович Шабанов et en anglais : Sergei Shabanov - (né le 4 février 1974 à Minsk en République socialiste soviétique de Biélorussie) est un joueur professionnel de hockey sur glace Biélorusse. Il évolue au poste de gardien de but.

## Biographie

### Carrière en club
En 1994, il débute avec le Tivali Minsk dans la MHL. Après un passage de deux saisons au TH Unia Oświęcim dans l'Ekstraklasa entre 1997 et 1999, année où l'équipe remporte le titre, il part dans la Superliga où il porte les couleurs de plusieurs équipes jusqu'en 2007. Il décroche l'Ekstraliga 2010 avec le HK Iounost Minsk.

### Carrière internationale
Il représente la Biélorussie au niveau international. Il a participé à plusieurs éditions du championnat du monde. En février 2002, il est sélectionné pour les Jeux olympiques de Salt Lake City.

## Trophées et honneurs personnels

### Championnat du monde
- 2004 : meilleur pourcentage d'arrêts de la division 1, groupe A.
- 2004 : meilleur moyenne de buts alloués de la division 1, groupe A.

### Superliga
- 2002 : participe au Match des étoiles avec l'équipe Est.